# ساليفو فوفانا
ساليفو فوفانا (بالفرنسية: Salifou Fofana)‏ (مواليد 21 نوفمبر 1988 في ساحل العاج) هو لاعب كرة قدم عاجي يجيد اللعب في مركز المهاجم. يلعب حاليا لصالح هدية حسنة الذي ينافس في الدوري الإثيوبي الممتاز منذ 2020.

## روابط خارجية
- ساليفو فوفانا على موقع قاعدة بيانات كرة القدم.إي يو (الإنجليزية)
- ساليفو فوفانا على موقع Soccerway.com (الإنجليزية)